# Lala Pipo
Lala Pipo nebo také LalaPipo: Mnoho lidí (japonsky: ララピポ) je japonský román publikovaný v roce 2005. Jeho autorem je Okuda Hideo. 

## Děj
Román líčí životy šesti lidí, kteří jsou všichni nějakým způsobem zapojeni do japonského pornoprůmyslu.
Kniha je rozdělena do 6 kapitol, přičemž každá kapitola vypráví příběh jedné z postav.

## Zfilmování
Podle knihy byl v roce 2009 natočen stejnojmenný film. Scénář napsal Nakashima Tetsuya a snímek režíroval Miyana Masayuki.